# رحيلة الريامي
رحيلة بنت عمرو الريامي (توفيت 5 فبراير 2017) هي سياسية عمانية. كانت الريامي، إلى جانب لوجينا محسن درويش، أول امرأة عمانية تنتخب في الجمعية الاستشارية لعمان (مجلس الشورى) في عام 2000.
وقد أعيد انتخابها في الجمعية في عام 2003، وفي عام 2007 عينت في مجلس دولة عمان (عضو مجلس الإدارة) كعضو في المكتب وعملت كرئيسة لتنمية الموارد البشرية في المجلس.